# Ramazan Güngör
Ramazan Güngör (ur. w 1931) – turecki zapaśnik walczący w stylu wolnym. Olimpijczyk z Melbourne 1956, gdzie odpadł w eliminacjach kategorii 67 kg. 
Uczestnik Pucharu Świata w 1956 roku.